# Троицко-Печорск
Тро́ицко-Печо́рск (коми Мылдін) — посёлок городского типа, административный центр и крупнейший населённый пункт Троицко-Печорского района Республики Коми и городского поселения Троицко-Печорск.
Население — 5824 чел. (2024).

## История
Долгое время на верхней Печоре не было постоянных поселений, здесь располагались угодья кочевников-вогулов (манси). Враждебные отношения между ними и коми препятствовали переселениям коми в этот регион. Заселение края началось лишь в XVII веке, когда Зауралье, где в основном жили вогулы, попало под достаточно прочный контроль московских царей. Тогда установились более мирные контакты между народами, жившими по обеим сторонам Урала, и появилась возможность переселений коми на берега верхней Печоры.
Первым населённым пунктом, который здесь основали коми, был «починок Кузьминский на реке Печоре на усть речки Мылвы» — будущий Троицко-Печорск. Селение возникло в 1674 году, пришли сюда крестьяне «из разных погостов» Коми края. В 1678 году в починке имелось 5 дворов, 14 жителей мужского пола (о женщинах сведений нет).
В 1707 году в починке построили церковь Живоначальной Троицы, селение стало погостом Кузьминским, в нём было 9 дворов. В 1710 году селение именовалось погост Печора, здесь насчитывалось 14 дворов, 46 жителей (23 мужчины, 23 женщины). В 1719 году рядом с церковью располагались 3 двора церковнослужителей, а крестьянский двор остался только один. Ещё 3 двора находились «за Мылвою рекою». Остальные жители погоста переселились вниз по Печоре и основали такие деревни, как Пичьдинскую (Покча), Скаляповскую (Скаляп) и Кодазинскую (Петрушино).
В 1747 году — погост Печора, 30 жителей-мужчин. В 1798 году — село Печорское, 39 дворов, 314 жителей (148 мужчин, 166 женщин). Жители в основном занимались охотой и рыболовством.
Троицкий Погост имел выгодное положение на речном пути в Пермь Великую, в орбите влияния Чердыни. В XIX веке, когда Чердынь зачахла, Троицко-Печорск стал центром лесозаготовок и производства точильного камня. В 1862 году печорский лес экспонировался на второй Всемирной выставке в Лондоне.
В период Гражданской войны Троицко-Печорск являлся центром антибольшевистского восстания. Поводом к восстанию послужил вывоз красными хлебных запасов из Троицко-Печорска на Вычегду. Восстание началось 4 февраля 1919 года. Повстанцы перебили часть красноармейцев, остальные перешли на их сторону. После вступления в пределы Печоры колчаковской армии верхнепечорские волости попали под юрисдикцию Сибирского Временного правительства. В Троицко-Печорске был сформирован Отдельный Сибирский Печорский полк, основу которого составили участники антибольшевистского восстания. 
В начале марта 1920 года бой под Троицко-Печорском был последним сражением Гражданской войны в Коми крае, в котором участвовали регулярные части Белой армии. Несколькими днями позднее остатки белогвардейского гарнизона сдались в селе Усть-Щугоре. Летом 1920 года в Чердынском уезде был создан Троицко-Печорский район, в который вошли Троицко-Печорская волость с центром в Троицко-Печорске, а также Савиноборская и Щугорская волости. 2 мая 1922 года эти три волости переданы в состав образованной в 1921 году Автономной области Коми (Зырян). По другим данным, Троицко-Печорская волость в составе Усть-Куломского уезда вошла в Коми автономную область в июне 1922 года, и с этого момента Троицко-Печорск стал волостным центром. 
В 1929 году образован Троицко-Печорский (Мылдинский) сельский Совет Рабоче-Крестьянских и Красногвардейских депутатов. 20 февраля (по другим данным, 10 февраля) 1931 года в составе АО Коми (Зырян) был образован Троицко-Печорский район, выделившийся из Усть-Куломского района.
В 1946 году в Троицко-Печорск проведено электричество.
В 1974 году в состав Троицко-Печорска вошла деревня Абар. С 24 июля 1975 года Троицко-Печорск становится рабочим поселком.

## Этимология
Именование Троицкий Погост было связано с церковью Живоначальной Троицы, построенной в 1707 году. Позднее от формы Троицко-Печорское при помощи распространенного топонимического суффикса -ск образовалась современная форма Троицко-Печорск. Среди местного населения также бытуют формы Троицкой или просто Троицк. Местное название Мылдін означает «устье реки Мыл» (коми дін — устье реки).

## География

### Географическое положение
Троицко-Печорск расположен в пределах Печорской низменности, являющейся частью Восточно-Европейской равнины, на левом берегу реки Печора при впадении реки Северная Мылва, на высоте 124 метра над уровнем моря. Как и многие другие населённые пункты района, Троицко-Печорск окружён лесами. В окрестностях посёлка распространены пойменные кислые (в пойме реки Печора) и глее-подзолистые почвы.
По автомобильным дорогам расстояние до столицы Республики Коми города Сыктывкар — 497 км. Ближайший город Ухта расположен в 180 км к северо-западу от посёлка.
Конечный пункт тупиковой железнодорожной ветки Сосногорск — Троицко-Печорск.

### Климат
Климат умеренный континентальный с коротким летом и продолжительной зимой. Среднегодовая температура отрицательная и составляет −0,8 С. Средняя температура самого холодного месяца января −17,2 С, самого жаркого месяца июля + 16,2 С. Многолетняя норма осадков — 552 мм.
| Показатель                             | Янв.  | Фев.  | Март  | Апр.  | Май   | Июнь | Июль | Авг. | Сен. | Окт.  | Нояб. | Дек.  | Год  |
| -------------------------------------- | ----- | ----- | ----- | ----- | ----- | ---- | ---- | ---- | ---- | ----- | ----- | ----- | ---- |
| Абсолютный максимум, °C                | 3,7   | 2,5   | 14,0  | 24,0  | 30,4  | 34,5 | 34,5 | 34,7 | 28,8 | 22,7  | 9,4   | 2,8   | 34,7 |
| Средний суточный максимум, °C          | −13,4 | −11,6 | −3,7  | 5,0   | 11,4  | 19,1 | 21,7 | 18,4 | 11,3 | 2,0   | −5,3  | −11,1 | 3,7  |
| Средняя температура, °C                | −17,2 | −15,7 | −8,9  | −0,1  | 6,0   | 13,4 | 16,2 | 13,0 | 6,9  | −0,8  | −8,5  | −14,7 | −0,8 |
| Средний суточный минимум, °C           | −22,3 | −20,8 | −15   | −6    | 0,4   | 6,7  | 10,0 | 7,8  | 3,0  | −3,7  | −12,3 | −19,4 | −5,9 |
| Абсолютный минимум, °C                 | −50,5 | −48,6 | −43,3 | −31,7 | −17,1 | −6,6 | −0,6 | −3,5 | −9,9 | −32,6 | −44,4 | −51   | −51  |
| Норма осадков, мм                      | 35    | 24    | 24    | 31    | 46    | 60   | 66   | 69   | 62   | 57    | 41    | 37    | 552  |
| Источник: Thermo-Karelia World Climate |       |       |       |       |       |      |      |      |      |       |       |       |      |

### Часовой пояс
Троицко-Печорск, как и вся Республика Коми, находится в часовой зоне МСК (московское время). Смещение применяемого времени относительно UTC составляет +3:00. Местное время практически на час опережает географическое астрономическое время: истинный полдень — 11:05:14 по местному времени

## Население
| 1939  | 1959  | 1970  | 1979  | 1989    | 2002  | 2009  |
| ----- | ----- | ----- | ----- | ------- | ----- | ----- |
| 1416  | ↗3607 | ↗4538 | ↗9240 | ↗10 704 | ↘8851 | ↘8041 |
| 2010  | 2012  | 2013  | 2014  | 2015    | 2016  | 2017  |
| ↘7276 | ↘7086 | ↘6874 | ↘6611 | ↘6430   | ↘6350 | ↘6315 |
| 2018  | 2019  | 2020  | 2021  | 2024    |       |       |
| ↘6249 | ↘6154 | ↘6043 | ↗6052 | ↘5824   |       |       |

Национальный состав
По итогам переписи населения 2020 года проживали следующие национальности (национальности менее 0,1 % и другое, см. в сноске к строке «Другие»):
| Национальность | Численность, чел. | Доля     |
| -------------- | ----------------- | -------- |
| Русские        | 4539              | 75,00 %  |
| Коми           | 1110              | 18,34 %  |
| Украинцы       | 129               | 2,13 %   |
| Белорусы       | 31                | 0,51 %   |
| Коми-пермяки   | 16                | 0,26 %   |
| Татары         | 11                | 0,18 %   |
| Молдаване      | 10                | 0,17 %   |
| Удмурты        | 9                 | 0,15 %   |
| Чуваши         | 8                 | 0,13 %   |
| Узбеки         | 8                 | 0,13 %   |
| Немцы          | 8                 | 0,13 %   |
| Литовцы        | 7                 | 0,12 %   |
| Другие         | 166               | 2,75 %   |
| Итого          | 6052              | 100,00 % |